# خورخه آچوکارو
خورخه آچوکارو (انگلیسی: Jorge Achucarro؛ زادهٔ ۶ نوامبر ۱۹۸۱) بازیکن سابق و مربی فوتبال اهل پاراگوئه است که در پست مهاجم بازی می‌کرد. او در حال حاضر دستیار سرمربی سرو پورتنیو است.
وی در تیم‌های ملی فوتبال زیر ۲۳ سال پاراگوئه و پاراگوئه بازی کرده است.